# Strzelanina w Westroads Mall
Strzelanina w Westroads Mall – strzelanina, do której doszło 5 grudnia 2007 w supermarkecie Westroads Mall w Omaha w stanie Nebraska w Stanach Zjednoczonych. Sprawcą strzelaniny był 19-letni Robert Arthur Hawkins. W strzelaninie zginęło 9 osób, a 6 zostało rannych.

## Przebieg
Napastnik wszedł do supermarketu Westroads Mall o godzinie 13:36 czasu miejscowego (20:36 czasu polskiego) i chwilę później o godz. 13:43 zaczął strzelać. Najpierw zabił dwie kobiety, które przebywały na trzecim piętrze galerii. Później zszedł na niższe piętra i zabił dwóch mężczyzn. Chwilę później znów wszedł na trzecie piętro i strzelił do dwóch osób, zabijając jedną z nich. Hawkins poszedł następnie do działu samoobsługi i tam zaczął strzelać na oślep do przebywających tam ludzi, zabijając trzech z nich i raniąc pięciu innych. Po dokonaniu masakry popełnił samobójstwo, strzelając sobie w szyję.

## Ofiary strzelaniny[5]
- Beverly Flynn (47 lat)
- Janet Jorgensen (66 lat)
- Gary Joy (56 lat)
- John McDonald (65 lat)
- Gary Scharf (48 lat)
- Angie Schuster (36 lat)
- Dianne Trent (53 lata)
- Maggie Webb (24 lata)
- Robert Arthur Hawkins (19 lat)

## Sprawca
Sprawcą strzelaniny był 19-letni Robert Arthur Hawkins (ur. 17 maja 1988 w Suffolk), który był mieszkańcem pobliskiego Bellevue. Urodził się w bazie RAF Lakenheath w Suffolk, jego rodzice byli oficerami amerykańskich sił powietrznych. Hawkins cierpiał na depresję. W wieku czterech lat musiał być po raz pierwszy hospitalizowany psychiatrycznie, po tym jak w przedszkolu miał się odznaczyć wyjątkową nieuzasadnioną agresją i brutalnością wobec innych. Zdiagnozowano u niego ADHD i zespół stresu pourazowego. W dniu swoich 14. urodzin trafił do szpitala psychiatrycznego, gdy groził pozbawieniem życia swojej przybranej matce. Hawkins podejmował jeszcze jako nastolatek dorywcze prace, ale nie powiodło mu się w żadnej z nich. Podczas jednego z pobytów w szpitalu psychiatrycznym zdiagnozowano u niego zaburzenia nastroju. Bezpośrednimi impulsami, które miały pchnąć Hawkinsa do ataku była utrata pracy w McDonald’s oraz rozstanie się z dziewczyną. Przed atakiem napisał swojej matce list, którego fragment brzmiał następująco: Zabieram ze sobą kilka sztuk tych kawałków gów*a. (...) Jestem gów*em. (...) Teraz zamierzam być w ch*j sławny.